# Hermann Bohne
Hermann Bohne (Tromsø, 22 de setembro de 1890 — 5 de janeiro de 1949) foi um ginasta norueguês que competiu em provas de ginástica artística.
Bohne é o detentor de uma medalha olímpica, conquistada na edição britânica, os Jogos de Londres, em 1908. Nesta ocasião, competiu como ginasta na prova coletiva. Ao lado de outros 29 companheiros, conquistou a medalha de prata, após superar a nação da Finlândia e encerrar atrás da seleção sueca.